# Schmidtottia scabra
Schmidtottia scabra är en måreväxtart som beskrevs av Attila L. Borhidi och Julián Baldomero Acuña Galé. Schmidtottia scabra ingår i släktet Schmidtottia och familjen måreväxter. Inga underarter finns listade i Catalogue of Life.